# Kap Circoncision
Kap Circoncision (norwegisch Kapp Circoncision) ist ein Kap im Nordwesten der subantarktischen, unter norwegischer Verwaltung stehenden Bouvetinsel. Es trennt die Esmarch-Küste im Westen und Süden von der Morgenstierne-Küste im Osten.
Es befindet sich rund 5 km westlich vom Kap Valdivia, dem nördlichsten Punkt der Insel. Das Kap wurde am 1. Januar 1739, dem Gedenktag der Beschneidung des Herrn, von dem französischen Seefahrer Jean-Baptiste Charles Bouvet de Lozier entdeckt und lange Zeit für das Nordkap der Terra Australis, des hypothetischen Südkontinentes, gehalten.